# Closterotomus trivialis
Closterotomus trivialis is een wants uit de familie van de blindwantsen (Miridae). De soort werd het eerst wetenschappelijk beschreven door Achille Costa in 1853.

## Uiterlijk
De langwerpig ovaal gevormde wants is altijd macropteer, heeft lichte haartjes op het lichaam en kan 6.5 tot 8 mm lang worden. De zwartbehaarde pootjes zijn geelgroen, soms met roodbruine stukken. De dijen hebben zwarte vlekjes, de schenen zwarte stekeltjes. De mannetjes hebben zeer donkere voorvleugels en donkere antennes. Ze hebben een opvallend rode voorvleugelpunt (cuneus) en het doorzichtige gedeelte van de vleugels is ook donker met rode aders. De vrouwtjes zijn groen en hebben eveneens rode aders op het doorzichtige gedeelte van de vleugels. De punten van het hoornachtige gedeelte van de voorvleugels (cuneus) zijn echter lichtgroen en lopen uit in een brede lichtgroene buitenrand van de vleugels. Op het corium en clavus hebben ze een donkere tekening en op het halsschild twee zwarte stippen.

## Leefwijze
In de landen rond de Middellandse Zee is het een plaaginsect en is hij schadelijk voor olijven en citrusplanten. In Nederland kunnen de volwassen dieren van mei tot begin juli gevonden worden op onder andere Lijsterbesspirea (Sorbaria sorbifolia), Meelbes (Sorbus aria) en dwergmispel (Cotoneaster). De soort kent één generatie per jaar en overwintert als eitje. De wants heeft een voorkeur voor planten met witte bloemen in tuinen en parken.

## Leefgebied
De soort is voor het eerst in 1999 in Nederland gevonden en is hier zeldzaam. Het verspreidingsgebied is Palearctisch en strekt zich uit van mediterraan Europa, tot Azië, het Midden-Oosten en Noord-Afrika.